# 850 (szám)
A 850 (római számmal: DCCCL) egy természetes szám.

## A szám a matematikában
A tízes számrendszerbeli 850-es a kettes számrendszerben 1101010010, a nyolcas számrendszerben 1522, a tizenhatos számrendszerben 352 alakban írható fel.
A 850 páros szám, összetett szám, kanonikus alakban a 21 · 52 · 171 szorzattal, normálalakban a 8,5 · 102 szorzattal írható fel. Tizenkettő osztója van a természetes számok halmazán, ezek növekvő sorrendben: 1, 2, 5, 10, 17, 25, 34, 50, 85, 170, 425 és 850.
A 850 négyzete 722 500, köbe 614 125 000, négyzetgyöke 29,15476, köbgyöke 9,47268, reciproka 0,0011765.